# José Serrizuela
José Tiburcio Serrizuela (Palo, 1962. június 10. –) argentin válogatott labdarúgó. 

## Klubcsapatban
1980-ban a Los Andes csapatában kezdte a pályafutását. 1985-ig volt a klub játékosa, ekkor a Rosario Central szerződtette. 1986-ban a Lanúsban játszott. 1986 és 1988 között a Racing de Córdoba, 1988 és 1990 között a River Plate játékosa volt, melynek tagjaként bajnoki címet szerzett. 1990-ben Mexikóba igazolt a Cruz Azul csapatához, majd a Veracruzban szerepelt. 1991-ben hazatért a Huracánhoz. 1993 és 1996 között az Independiente játékosa volt, mellyel 1994-ben bajnoki címet szerzett, 1995-ben pedig megnyerte a Recopa és a Supercopa Sudamericanát. Később szerepelt még a Racing Club (1996–97), a Talleres de Córdoba (1997–98) és a Los Andes (1998–2000) csapatában. 

## A válogatottban
1989 és 1990 között 8 alkalommal szerepelt az argentin válogatottban. Részt vett az 1990-es világbajnokságon, ahol az NSZK ellen 1–0-ra elveszített döntőben kezdőként lépett pályára.

## Sikerei, díjai
River Plate
- Argentin bajnok (1): 1989–90

Independiente
- Argentin bajnok (1): 1994 Clausura
- Recopa Sudamericana győztes (1): 1995
- Supercopa Sudamericana győztes (1): 1995

Argentína
- Világbajnoki döntős (1): 1990